# Борозенко, Александр Владимирович
Александр Владимирович Борозенко (род. 6 декабря 1977, Москва) — российский хоккеист, нападающий. Мастер спорта России (2012). Тренер.

## Биография
Воспитанник ЦСКА, начинал играть в «Динамо-2» (Москва) в сезоне 1993/94. 24 ноября 1995 года дебютировал в «Динамо», проведя единственный матч в сезоне; в следующем сезоне провёл за «Динамо» пять матчей, отдавался в аренду в ЦСКА. Выступал за команды «Динамо-Энергия» Екатеринбург (1997/98), «Кристалл» Электросталь (1997/98), ХК ЦСКА (1998/99 — 1999/2000), «Витязь» Подольск — Чехов (2001/02 — 2002/03, 2003/04 — 2004/05), «Химволокно» / «Могилёв» (Белоруссия, 2002/03, 2004/05 — 2012/13).
Третий призёр чемпионата Белоруссии 2003, 2005.
Окончил ГЦОЛИФК (2003). Тренер в хоккейной школе «Центр» (Москва, с 2015) и в «московской академии хоккея» (с 2016).